# Chipbonden
Der Ausdruck Chipbonden oder Die-Bonden (manchmal auch Nacktchipbonden) bezeichnet in der Elektronik-Fertigung (Halbleitertechnik) den Verfahrensschritt der Befestigung der vereinzelten Bruchstücke (Nacktchips, engl.: bare die) des Wafers auf einer Grundplatte.

## Das Verfahren

Bondungen an einem modernen Leistungstransistor (das Die wurde mittels Chipbonden auf einen Träger aus Kupfer kontaktiert)

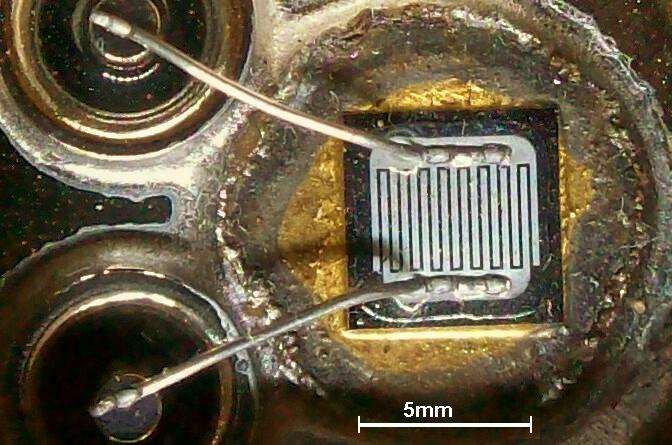
Chip- und Drahtbondungen eines älteren Bipolar-Leistungstransistors: der quadratische Chip ist mit einem Goldlot auf eine runde Trägerplatte gelötet, die ihrerseits an das Metallgehäuse gelötet ist. Diese Verbindung leitet die Wärme ab und bildet den Kollektoranschluss. Die beiden aus Aluminiumdraht gefertigten Drahtbondungen sind der Emitter- (unten) und der Basisanschluss (oben), die beide auf Beine in Glasdurchführungen (links) führen.

Die Grundplatte kann das Gehäuse/die Wärmesenke des fertigen Bauelements sein oder bei der Chip-On-Board-Technologie ein Substrat, welches auch weitere Bauteile trägt (eine Leiterplatte, ein Keramiksubstrat einer Dickschichtschaltung).
Die Nacktchips werden mit folgenden Methoden auf dem Träger befestigt:
- Kleben: Epoxid- oder Siliconharz, teilweise mit nichtmetallischen oder metallischen Füllstoffen (Pulver)
- Löten
  - Löten mit Glaslot (Anglasen)
  - Löten mit Weichlot: wird vorwiegend bei Leistungsbauelementen angewendet, um durch die Duktilität abweichende thermische Ausdehnungskoeffizienten zur Wärmesenke (z. B. aus Kupfer) auszugleichen. Der Prozess erfordert eine Metallisierung der Chiprückseite und muss ohne Flussmittel unter reduzierender bzw. Schutzgasatmosphäre erfolgen, um Verunreinigung zu vermeiden. Als Lötverfahren kommen das Reflow-Löten und das Dampfphasenlöten in Frage. Die Lötungen selbst werden meist unter Schutzatmosphäre durchgeführt. Beim Dampfphasenlöten kann bei geschlossenen Systemen teilweise der Lötvorgang unter reduziertem Druck durchgeführt werden. Die Löttemperatur ist typischerweise kleiner als 300 °C.
- Anlegieren, auch eutektisches Löten genannt: zwischen Siliziumchip und einer Goldschicht bildet sich durch Diffusion ein unterhalb von 400 °C schmelzendes Silizium-Gold-Eutektikum. Oft wird mit Hilfe von Ultraschall (US) ein Verschweißen erreicht. Diese Verbindung ist jedoch spröde: Besonders bei großen Chips muss der Träger hinsichtlich des thermischen Ausdehnungskoeffizienten an das Silizium angepasst sein.

Bei vielen Bauelementen hat die Chiprückseite auch eine elektrische Funktion (Body-Kontakt, Rückseitenkontakt) und dient der Wärmeableitung an eine Wärmesenke (Kühlflansch, Kühlfläche auf Kupfer oder metallisierter Keramik), dann kann nur metallisch gebondet werden.
Das Die-Bonden ist in der Regel der letzte Schritt vor der elektrischen Kontaktierung durch Drahtbonden. Beim Flip-Chip-Aufbau werden mit Hilfe von Lot auch direkt alle Kontakte hergestellt. Dazu wird an jedem Kontakt ein zuvor platziertes Lotdepot aufgeschmolzen (siehe auch Ball Grid Array).